# I’m Getting Sentimental Over You
I’m Getting Sentimental Over You ist ein Jazz-Standard von George Bassman, der die Musik schrieb, und Ned Washington, der den Text schrieb.

## Hintergrund
Das Lied wurde von Bassman für das Tommy Dorsey Orchestra geschrieben und wurde im Laufe der Zeit zu dessen Erkennungslied. Dorsey spielte das Lied zuerst 1932 in einer von Noni Bernardi, dem Saxophonisten des Orchesters, arrangierten Fassung. Die erste Aufnahme erfolgte im September 1935, mit Tommy Dorsey als Solo-Posaunist. Eine zweite Aufnahme folgte im Oktober 1935, dessen Arrangement vom Orchester für folgende Aufnahmen verwendet wurde. Dorseys fachkundige Atemkontrolle, besonders in den oberen Tonlagen, und eine spezielle Phrasierung trugen zur Anmut des Stücks bei. Frank Sinatra sang das Stück mit dem Dorsey-Orchester und nahm es auch auf dem Album I remember Tommy nach Dorseys Tod im Jahr 1956 auf. I’m Getting Sentimental Over You wurde eines der eingängisten und bevorzugtesten Stücke der Swing-Ära. Das Lied wurde auch in die Grammy Hall of Fame aufgenommen.

## Weitere bekannte Aufnahmen
Die bekanntesten Versionen dürften von Thelonious Monk stammen, der das Lied systematisch umarbeitete (dokumentiert auf seinem postumen Album The Transformer) und wiederholt auf Konzerten vortrug, mitgeschnitten für Alben wie Tokyo Concerts, Live at the It Club und Monk in Tokyo. Die Monk-Aufnahme mit Charlie Rouse auf Live at The Village Gate nannte Scott Yanow  bei Allmusic einfach unvergesslich. Weitere Versionen stammen von der Band They Might Be Giants, die Mitte des 80er Jahre aufgenommen wurde und 1997 auf dem Album Then: The Earlier Years veröffentlicht wurde. Auch Herb Alpert, Maynard Ferguson und Urbie Green nahmen das Stück auf.